# Campidoglio (Fagatogo)
Il Campidoglio di Fagatogo (in inglese American Samoa Fono) è la sede governativa e legislativa del territorio delle Samoa Americane, negli Stati Uniti d'America.